# Walter Reed (homme politique québécois)
Pour les articles homonymes, voir Walter Reed (homonymie) et Reed.
Walter Reed (né le 22 février 1869 à Saint-Clément près de Beauharnois, mort le 16 janvier 1945 à Montréal) est un homme politique québécois, député de la circonscription de L'Assomption pour le Parti libéral du Québec de 1908 à 1935.